# Bastardiastrum wissaduloides
Bastardiastrum wissaduloides är en malvaväxtart som först beskrevs av Bak.f., och fick sitt nu gällande namn av D.M. Bates. Bastardiastrum wissaduloides ingår i släktet Bastardiastrum och familjen malvaväxter. Inga underarter finns listade i Catalogue of Life.